# Dionisi (escultor fill de Timàrquides)
Dionisi (en grec antic: Διονύσιος, llatí: Dyonisius) fou un escultor grec del segle ii aC. Era fill de Timàrquides i germà de Policles el Jove, i va ser un dels primers escultors grecs que va treballar a Roma.
Dionisi va ser l'autor de l'estàtua de Juno que, més tard, August va col·locar després al pòrtic d'Octàvia (Plini el Vell, Naturalis Historia, XXXVI 5).